# Prvenstvo Hrvatske u nogometu za pionire 1992./93.
Pionirski prvaci Hrvatske u nogometu za sezonu 1992./93. su bili nogometaši Hajduka iz Splita.

## Prvi rang
Prvo je igrano po regijama nogometnog saveza, a četiri najuspješnije momčadi su se plasirale u završnicu.

### Završnica
Igrano 5. i 6. lipnja 1993. u Osijeku.
Konačni poredak: 

1. Hajduk Split 

2. Croatia Zagreb 

3. Varteks Varaždin 

4. Osijek